# Hiatomyia idahoa
Hiatomyia idahoa är en tvåvingeart som först beskrevs av Shannon 1922.  Hiatomyia idahoa ingår i släktet Hiatomyia och familjen blomflugor.
Artens utbredningsområde är Idaho. Inga underarter finns listade i Catalogue of Life.